# Tarashikomi

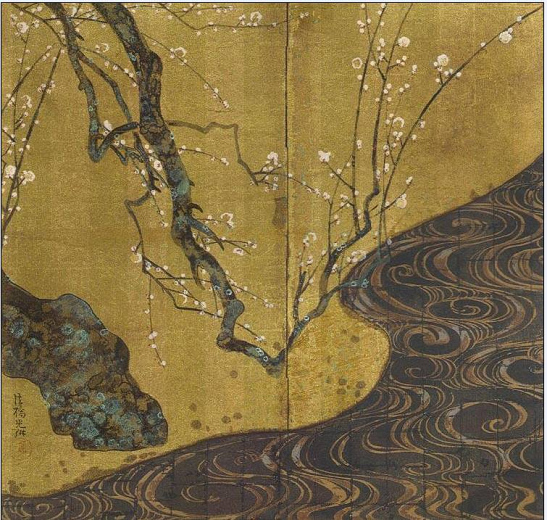
Flores de ciruelo rojas y blancas (Ogata Kōrin), parte izquierda

Tarashikomi (que significa "goteo") es una técnica de pintura japonesa, en la que se aplica una segunda capa de pintura antes de que se seque la primera. Este efecto crea una forma de goteo para detalles finos como ondas en el agua o pétalos de flores en un árbol. Las pinturas japonesas en el pasado generalmente se realizaban en papel (o seda) con acuarelas. Las pinturas de la Tumba de Kyushu son algunas de las primeras obras de arte japonés, realizadas en las paredes de la tumba entre los siglos V y VII d. C. La seda y el papel procedían de China y en el siglo VII se utilizaban principalmente para escribir; sin embargo, comenzó a utilizarse para el arte durante el siglo VIII. La seda era más común para colgar pinturas de pergamino, mientras que el papel se usaba para caligrafía en los mismos.

## Honami Koētsu
Honami Kōetsu (1558-1637) se inspiró en el período Heian, un modelo para el arte del pasado. Estas obras fueron populares entre los samuráis, que intentaron evocar el pasado sin perder la belleza del período Heian. Maestros de diferentes medios artísticos y escuelas inspiraron a otros; de este modo, Honami inspiró a Tawaraya Sōtatsu, conocido por su uso de la técnica tarashikomi; Tawaraya inspiró a Ogata Kōrin, quien consolidó la escuela Rinpa con su hermano Kenzan. Así, la técnica tarashikomi se convirtió en parte del estilo de las artes decorativas Rinpa.

## Tawaraya Sōtatsu

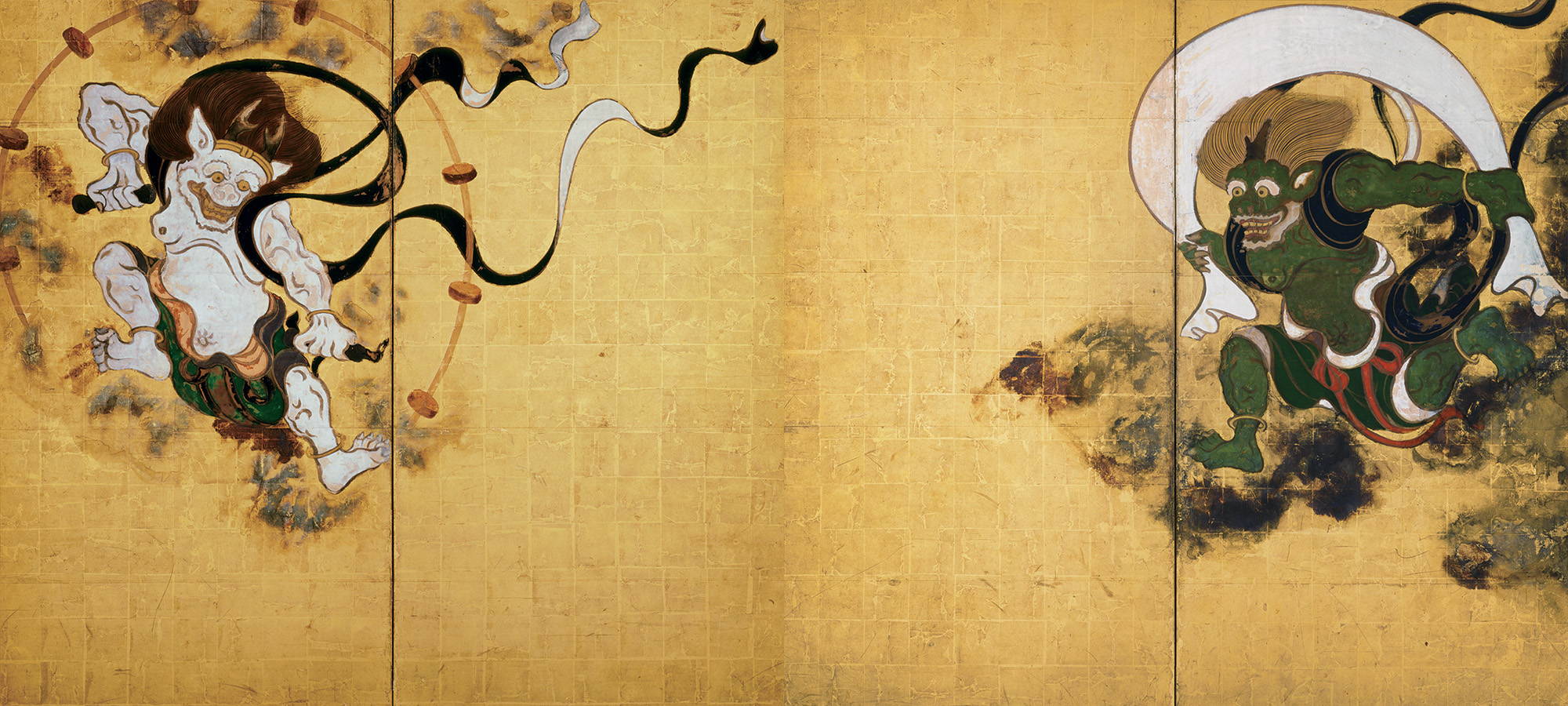
Dios del viento y Dios del trueno, por Tawaraya Sōtatsu, con Raijin (dios del trueno) a la izquierda y Fūjin (dios del viento) a la derecha

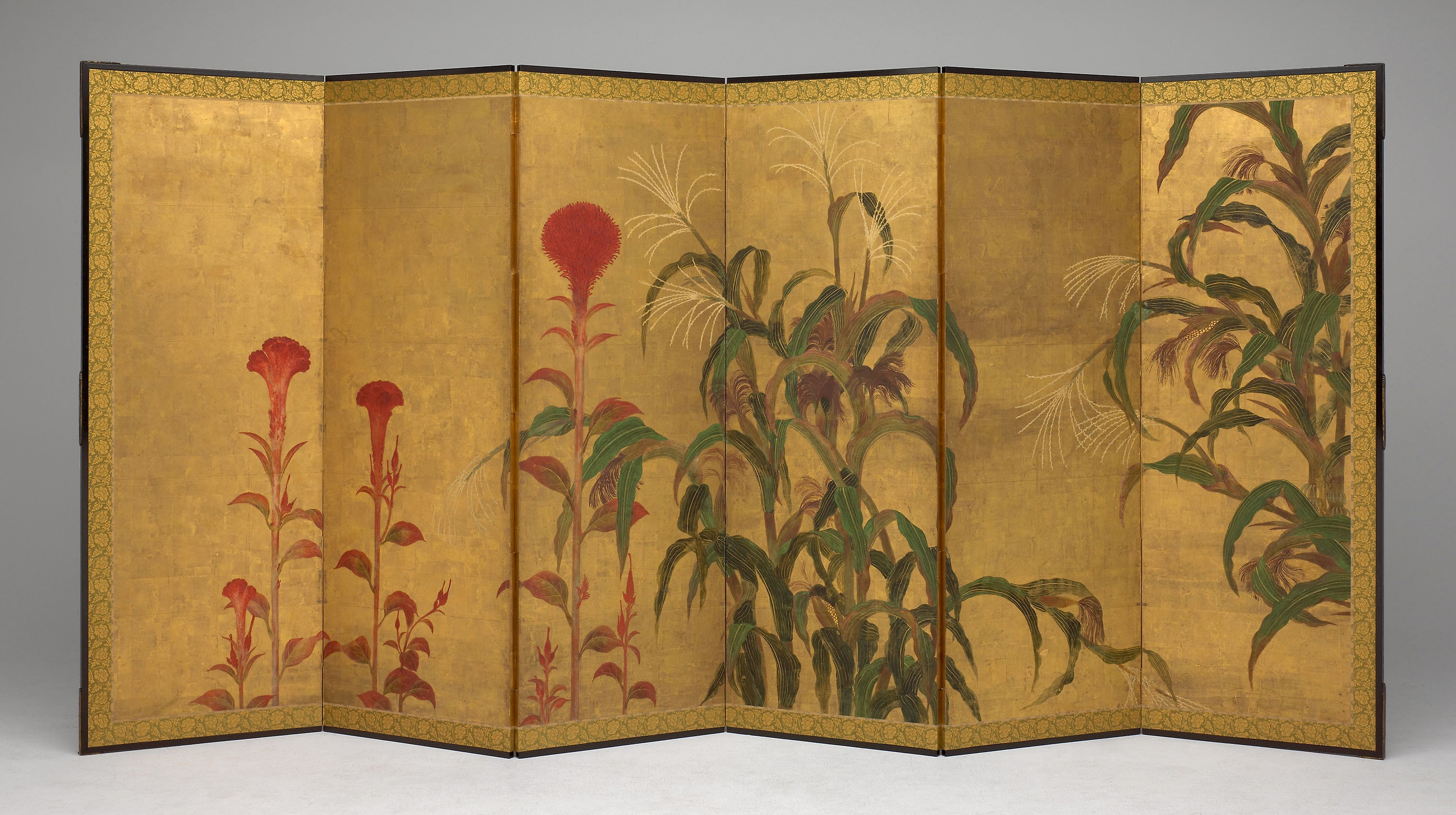
Maíz y peinetas, por Tawaraya Sōtatsu

Tawaraya y Honami crearon una nueva escuela de pintura decorativa, que más tarde influyó en Ogata Kōrin. Tawaraya se ganaba la vida vendiendo sus pergaminos decorados, biombos y abanicos de su tienda, y es conocido por sus pinturas de tarashikomi en diferentes formatos, especialmente en abanicos y biombos. La profundidad del estilo de Tawaraya recuerda a la pintura china realista, pero con una pincelada más libre.
El estilo de pintura de Sōtatsu se vio principalmente en sus pinturas en biombos; ejemplos de sus trabajos de tarashikomi son Flores y pastos de las cuatro estaciones y Loto y aves acuáticas. Su pergamino titulado Kitano Tenjin engi es conocido por su interpretación de las nubes y las bocanadas que las rodean con la técnica de  tarashikomi. La escuela de Tawaraya (1624-1644) pintó muchos biombos, que eran funcionales y artísticamente relevantes. Los temas eran comunes, inspirados en cuentos o poemas de otros artistas.
Las pinturas de Tawaraya fueron denominadas "estilo Tawaraya". Varias de sus pinturas se pueden ver en abanicos y pergaminos, siendo las más conocidas imágenes del Genji Monogatari. Las pinturas de Ogata también emplearon este estilo, pero se caracteriza por una mayor simplicidad. Las principales diferencias entre el estilo de Tarawaya y el nuevo estilo Rinpa era que este último usaba contornos y líneas más nítidas y también aumentaba la cantidad de color utilizado en las pinturas (especialmente en los biombos).

## Escuela Rinpa
Rinpa era un estilo de pintura decorativa. Era común agregar pan de plata o de oro a las pinturas para lograr un efecto de aspecto metálico. Esto consigue darle más brillo al fondo, lo que le da a los objetos pintados en la parte superior una apariencia de capas. Además, esto aporta a las pinturas más solidez para que los biombos fueran menos permeables. Los artistas japoneses pintaban en biombos utilizando componentes de pintura de diferentes capas. La seda era la superficie habitual; con su tejido abierto, un artista podía pintar en ambos lados del biombo (lo que provoca que la pantalla sea más duradera). Esta durabilidad es lo que hizo posible el tarashikomi, que le da a los biombos (y otras ilustraciones) un aspecto detallado. El Tarashikomi podría agregar detalles (como hojas o flores en un árbol), lo que los hizo resaltar vibrantemente sobre el fondo. Las capas de pintura que goteaban hacían brillar los capullos de un árbol, y el musgo brillaba contra la corteza sombreada; no solo fortaleció el biombo, sino que impartió una calidad tridimensional.

## Ogata Kōrin

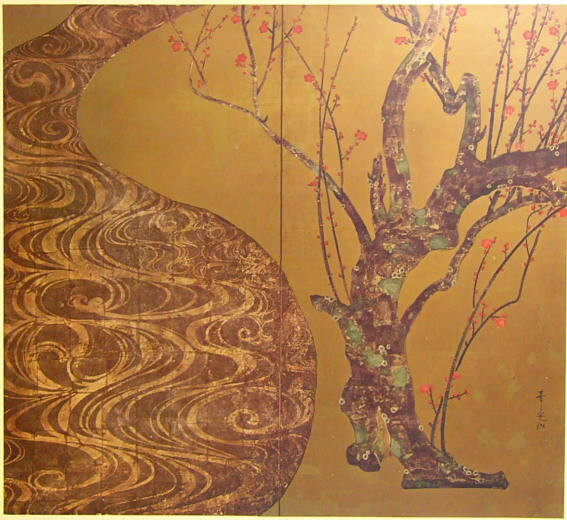
Flores de ciruelo rojas y blancas (Ogata Kōrin), parte derecha

La técnica tarashikomi fue mejorada por Ogata Kōrin (1658-1716). Después de 1709, Ogata comenzó a dedicarse al estilo Rinpa. Hizo muchas pinturas en biombos, como Iris (de Ise Monogatari). Esta pintura se basa en la parte del cuento en la que un viajero compone un poema después de ver un estanque con hermosos lirios japoneses. Las flores se utilizan en seis biombos.
Otro ejemplo de los biombos con tarashikomi de Ogata es Hakurakuten, que demuestra la influencia de Tawaraya. La piscina de agua en la que se asienta el puente se colorea con un segundo pigmento de color, que se agregó mientras la primera capa de pintura aún estaba húmeda. Una de las obras más conocida de Ogata fue Flores de ciruelo rojas y blancas (1712-1713). Este era un par de biombos con dos árboles, con un arroyo plateado sobre un fondo dorado. Puntos de color rojo y blanco resaltan las hojas y frutos de los ciruelos. Las ramitas, los tallos y los troncos de los árboles se detallan mediante la técnica tarashikomi. Otro maestro Rinpa que usó el tarashikomi fue Sakai Hōitsu (1761-1828). Su pergamino, Vista nocturna del puente arqueado en el Santuario Sumiyoshi, usa el estilo para difuminar los efectos de su pintura.